# Gourdou-Leseurre GL-832 HY
Le Gourdou-Leseurre GL-832 HY était un hydravion à flotteurs de reconnaissance et d'observation construit par Gourdou-Leseurre dans les années 1930 et destiné à être embarqué sur des bâtiments de la Marine nationale française.

## Conception et développement
En 1930, la Marine Nationale française émet le besoin d'un hydravion léger de patrouille côtière à destination de ses colonies. Gourdou-Leseurre dessina un prototype qui reprend la ligne de son GL-830 HY précédent mais avec un moteur Hispano-Suiza 9Qa moins puissant (250 ch contre 350 ch). Ce prototype sera construit sous la désignation GL-831 HY.Le GL-831 HY vola pour la première fois le 23 décembre 1931. En 1933, la Marine Française passe une commande de 22 unités, sous la désignation GL-832 HY, qui seront toujours motorisés avec un moteur Hispano-Suiza mais un peu moins puissant que le prototype (230ch au lieu de 250ch). Le GL-832 HY était un monoplan à aile basse avec une cellule métallique  dont les ailes et flotteurs étaient recouverts de toile. L'appareil était pourvu d'ailes larges afin de supporter la charge d'un catapultage. Celles-ci pouvaient être repliées afin de faciliter le stockage à bord d'un navire. À noter que l’empennage utilisait une configuration particulière en raison de la présence de barres de renforts reliant les plans horizontaux et l'arrière du fuselage. Les deux membres d'équipage était installés dans des cockpits ouvert en tandem, pourvus chacun d'un pare-brise. Le vol inaugural du premier avion de série fut le 17 décembre 1934 et le dernier appareil produit, le 12 février 1936.

## Histoire opérationnelle
La Marine nationale française utilisa le GL-832 HY sur des croiseurs légers comme l' Émile Bertin et le Primauguet et sur certains Avisos coloniaux. À noter que les avisos étaient trop petits pour être pourvus d'une catapulte, de ce fait le GL-832 HY était mis en œuvre avec une grue. Au début de la Seconde Guerre mondiale, ce type d’appareil était encore en service actif et ne fut retiré qu'en 1942.

## 1er survol de Wallis
Le premier survol de l'île de Wallis (Océan Pacifique), alors sous protectorat français, fut réalisé le 12 mai 1936,  par le GL-832 HY n°5 de l'aviso colonial Savorgnan de Brazza. L'appareil piloté par l'Enseigne de vaisseau de 1re classe Paul Marraud, fut mis à l'eau à l'aide d'une grue dans la baie de Mata Utu pour un vol de reconnaissance d'une heure. Le but principal de cette mission était de reconnaître les baies de l’île pouvant accueillir des hydravions (amerrissage, décollage et échouage à terre) .
Il faudra attendre le milieu de la Guerre du Pacifique pour qu'une autre hydravion (américain cette fois ci) se pose à Wallis. La force expéditionnaire américaine s'installa par la suite sur l'ile et aménagea un nombre important d'infrastructures toujours utilisées de nos jours (piste atterrissage, routes, bâtiments).
À noter que le 12 mai 2004, la poste de Wallis-et-Futuna édita un bloc-feuillet représentant l'aviso et son hydravion pour commémorer cet événement.

## Variantes
GL-830 HY
Prototype motorisé avec un Hispano-Suiza 9Qdr en étoile de 350 ch (261 kW) (version construit sous licence du Wright Whirlwind R-975). 1 exemplaire construit.
GL-831 HY
Prototype motorisé avec un Hispano-Suiza 9Qa en étoile de 250 ch (186 kW). 1 exemplaire construit.
GL-832 HY
Version de production équipée d'un Hispano-Suiza 9Qb  de 230 ch (171 kW). 22 exemplaires construits.

## Opérateurs
France
- Marine nationale

## Sources
- (en) Cet article est partiellement ou en totalité issu de l’article de Wikipédia en anglais intitulé « Gourdou-Leseurre GL-832 HY » (voir la liste des auteurs).